# Maksa Zoltán
Maksa Zoltán (Budapest, 1962. február 16.) Karinthy-gyűrűs magyar humorista, zenész. 

## Élete
1962. február 16-án született. Édesapja Maksa Dezső számítógépes rendszerszervező, édesanyja Halpert Erzsébet finommechanikai műszerész.
Írói és zenei érdeklődése már gyermekként megmutatkozott, 9 éves korában cikket írt az iskolaújságba, majd ötödik osztályos korától humoros jeleneteket, paródiákat készített, melyekből hetediktől párat elő is adtak az osztálytársaival. Édesanyja muzikalitását örökölve komoly érdeklődést tanusított a szintetizátorok és a dobolás felé. 1977-ben beíratkozott a pesterzsébeti zeneiskola ütős tagozatára, de ezt a középiskolával való összeegyeztethetetlenség miatt másfél év után félbeszakította és magánúton tanult tovább. Első zenekara az 1977-ben alakult "Futótűz" az akkoriban egyetlen fórumként tehetségkutatással foglalkozó "Ki Mit Tud?" előselejtezőig jutott.
Középiskolában már egy osztálytársával duót alkotva aktívan írt humort és fellépett az iskolai és egyéb rendezvényeken, kirándulásokon. Eredeti szakmája szerint vegyészlaboráns. 1980-1983 között a Kőbányai Gyógyszergyárban dolgozott, ahol szintén rendszeresen írt a gyári újságba. Humorista pályáját 1982-ben a Magyar Rádiónál kezdte a Humorfesztiválon, de még csak szerzőként. Nagy Bandó András nyomására  és segítségével kezdett el nyilvánosan is fellépni, főleg az akkori diákság körében volt népszerű, "Vidióta lettem" című önálló estjét 11 éven át tartotta műsoron. Az igazi népszerűséget előadóként az 1990-es Humorfesztivál egyik fődíja és a "Maksa Híradó" 1991-es televíziós elindulása jelentette, amit 13 éven át írt, szerkesztett. 2002-től 2 és fél évig ment Maksaméta című műsora a Mikroszkóp Színpadon, majd 2009-ben "Konyhashow" című estjével tért vissza és aratott nagy sikert az apró színházban egy évadon át. 
2002-től producerként is kipróbálhatta magát, "Maksavízió" című televíziós műsorsorozata 52 adást élt meg. 
Az elmúlt 40 évben 17, egyenként közel másfél órás standup előadóestet írt meg és játszott folyamatosan országjárásai során. Többször hatalmas sikerrel turnézott Erdélyben és a Délvidéken. Saját eddigi leghosszabb előadását is Erdélyben, Csíkszeredában produkálta, amikor is 2 óra 40 percet töltött egyedül a színpadon. Hobbija a zenélés, 1977 óta dobol, 1994 óta szintetizátorozik. Ez utóbbi eredménye két szintetizátor lemez lett, mellyel alaposan meglepte a zenei szakmát.

## Magánélete
1985-ben megnősült, első felesége Bartus Katalin könyvelő, közös gyermekük Tímea (1988). 1993-ban elvált, majd némi szünet és egy 4 éves élettársi kapcsolat után 2003-ban újra nősült, második felesége Gráf Csilla pécsi színésznő volt, közös gyermekük Boglárka (2005). 2010-ben ez a házasság is végetért. 2014-ben egy rendezvényen megismerte Baktai Mária festőművésznőt, akivel együtt él.

## Művei

### Zenei CD-k
- Egy másik arc 1997
- CO2 2002
- Vulkán 2004

### Saját TV műsorai
- Maksavízió
  - 1. évad: Hálózat TV (2003)
  - 2. évad: Humor 1 (2003–2004)
  - 3. évad: Hálózat TV (2004)
  - ismétlések: Comedy Central (2010–2011)
  - Hatoscsatorna (2013–)

### Kötetei
- Öninterjú komoly és komolytalan válaszok 25 év leggyakrabban feltett újságírói kérdéseire; Tészi Bt., Bp., 2009 + CD
- Majd értesítjük! Kalandmentes regény / Egy híradós első 45 éve; Szamárfül, Orfű 2008

## Díjai
- Erzsébet-díj (1994)
- Karinthy-gyűrű (2006)